# Manaquiri (kommun)
Manaquiri är en kommun i Brasilien.   Den ligger i delstaten Amazonas, i den centrala delen av landet, 1 900 km nordväst om huvudstaden Brasília. Antalet invånare är 22 807.
Följande samhällen finns i Manaquiri:
- Manaquiri

I omgivningarna runt Manaquiri växer i huvudsak städsegrön lövskog. Runt Manaquiri är det mycket glesbefolkat, med 3 invånare per kvadratkilometer.